# Калцедон
Калцедон је минерал, криптокристал, који је настао међусобним урастањем кристала минерала кварца и моганита. Оба представљају силикатне материјале, само се разликују у кристалној структури. Кварц има ромбоедарску кристалну структуру, а моганит има моноклиничну кристалну структуру. Боја је обично између беле и сиве, сивоплава или осенчано смеђа. Друге боје калцедона имају специфична имена. 

## Различити облици калцедона
- карнелијан или сард - плави калцедон
- хрисопраса -зелена варијанта обојана никел оксидом
- праса -зелена
- оникс - има црно беле траке
- пласма
- хелиотроп

Ахат је калцедон са концентричним тракама. 
Кремен је један облик калцедона.
Људи, који су живели дуж трговачких путева средње Азије користили су различите врсте калцедона, укључујући карнелијан и користили су га за прављење медаљона. Лепи примерци калцедона су у последње време нађени у Авганистану, а објекти су настали у првом веку. Име калцедон потиче од имена грчког града Калкедона у Малој Азији.